# Chaos Crags
Le Chaos Crags est un volcan situé au nord de la Californie à l'ouest des États-Unis dans la partie méridionale de la chaîne des Cascades. Formé vers 800 à 1000 apr. J.-C., il est le plus jeune dôme de lave du parc national de Lassen Volcanic.
À la base nord-ouest du dôme se trouve le Chaos Jumbles, une zone recouverte de débris volcaniques propulsés par le volcan durant le XVIIe siècle. Les débris ont balayé les arbres de la zone et ont obstrué le ruisseau Manzanita Creek ce qui a causé la formation du lac Manzanita.
En 1974, le National Park Service et l'United States Geological Survey décident de fermer le centre pour visiteurs du parc national et les infrastructures à proximité du volcan pour éviter tout danger en cas de tremblement de terre ou de nouvelle éruption.

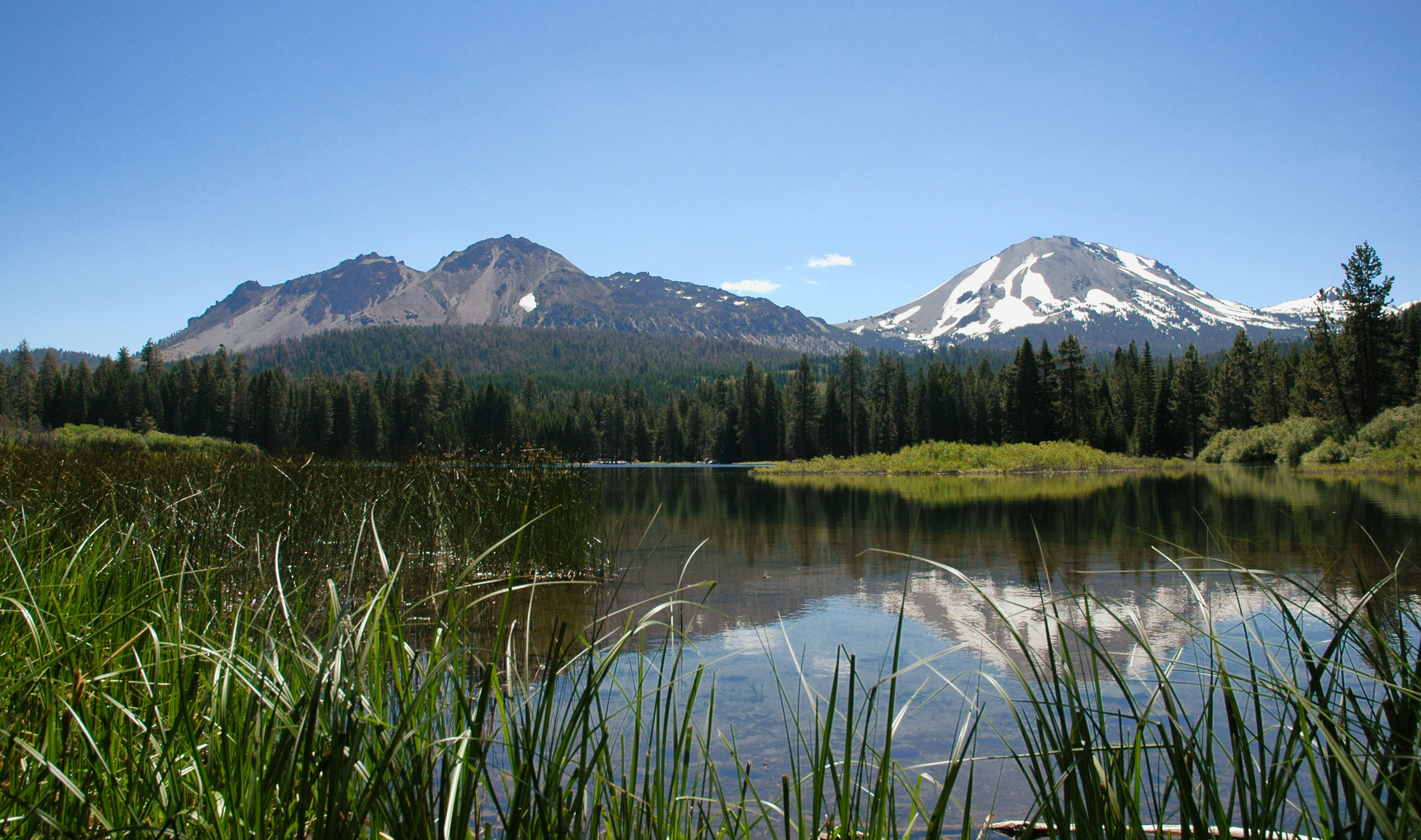
Vue de Chaos Crags et Lassen Peak depuis le lac Manzanita.